# Burcap
Le Burcap est un indice boursier de la bourse de Buenos Aires, composé de 18 des principales capitalisations boursières du pays.

## Composition
Au 22 juin 2011, l'indice  se composait des titres suivants:
| Symbole  | Société                                  | Poids indiciel | Secteur                    |
| -------- | ---------------------------------------- | -------------- | -------------------------- |
| ALUA AF  | Aluar Aluminio Argentino                 | 7.58 %         | Matériaux                  |
| BHIP AF  | Banco Hipotecario                        | 2.73 %         | Finance                    |
| BMA AF   | Banco Macro                              | 7.78 %         | Finance                    |
| BPAT AF  | Banco Patagonia                          | 3.02 %         | Finance                    |
| FRAN AF  | BBVA Banco Francés                       | 6.87 %         | Finance                    |
| EDN AF   | Empresa Distribuidora Y Comercializadora | 0.73 %         | Services aux collectivités |
| GGAL AF  | Grupo Financiero Galicia                 | 3.64 %         | Finance                    |
| LEDE AF  | Ledesma                                  | 3.07 %         | Consommation non cyclique  |
| MIRG AF  | Mirgor SACIFIA                           | 0.38 %         | Consommation cyclique      |
| MOLI AF  | Molinos Río de la Plata                  | 5.56 %         | Consommation non cyclique  |
| PAMP AF  | Pampa Energía                            | 2.81 %         | Services aux collectivités |
| PESA AF  | Petrobras Energía                        | 6.69 %         | Énergie                    |
| APBR AF  | Petroleo Brasileiro                      | 10.45 %        | Énergie                    |
| ERAR AF  | Siderar                                  | 8.34 %         | Matériaux                  |
| TECO2 AF | Telecom Argentina                        | 18.07 %        | Télécommunications         |
| TS AF    | Tenaris                                  | 11.47 %        | Énergie                    |
| TRAN AF  | Transener                                | 0.24 %         | Services aux collectivités |
| YPFD AF  | YPF                                      | 0.6 %          | Énergie                    |